# Список умерших в 1944 году
В этой статье представлен список известных людей, умерших в 1944 году.
- См. также: Категория:Умершие в 1944 году

## Дата неизвестна или требует уточнения
- Июль (вероятно, 7 июля) — Георгий (Мур) Эфрон (19) — русский писатель, автор дневников, сын Марины Цветаевой и Сергея Эфрона; погиб.